# Russell Vought
Russell Thurlow Vought (né le 26 mars 1976), ou Russ Vought, est un ancien haut fonctionnaire américain, directeur du Bureau de la gestion et du budget dans la seconde administration de Donald Trump. Membre du Parti républicain, il avait déjà occupé cette position de 2019 à 2021 dans sa première administration.

## Biographie

### Jeunesse
Russell Vought est le fils de Thurlow Bunyea Vought, un vétéran des Marines américains, et de Margaret Flowers Vought, enseignante en école élémentaire.
Marié et père de trois enfants, il est diplômé de Wheaton College et de la Washington University School of Law.

### Première présidence de Donald Trump
Sous sa direction, le Bureau de la gestion et du budget (OMB) a instauré pour principe : « Pour chaque nouvelle régulation, quatre étaient supprimées ». Une approche qui visait à réduire l’intervention de l’État dans l'économie américaine. Vought a supervisé la révision des règles sur la pollution de l’air. Plusieurs régulations environnementales jugées trop contraignantes pour les entreprises ont été supprimées ou modifiées, comme la réduction des régulations sur les émissions de CO2, ainsi que l’assouplissement des normes d’efficacité énergétique des appareils, dans l’optique de favoriser un marché plus libre.
Engagé contre ce qu'il appelle le « Deep State » (ou « État profond »), il a aussi cherché à réduire les budgets des agences fédérales, tout en rétablissant une discipline fiscale stricte.
Après l'élection de Joe Biden à la présidence, le nouveau président et son équipe de transition ont accusé Russell Vought d'entraver leur action, en refusant de permettre aux responsables de l'administration entrante de rencontrer le personnel de l'OMB. Russell Vought a nié ces accusations,.

### Présidence de Joe Biden
En 2021, Russell Vought fonde l'organisation « Center for Renewing America », qui se concentre sur la lutte contre la théorie critique de la race. Il est également impliqué dans le Projet 2025, un plan dirigé par le lobby conservateur Heritage Foundation visant à remodeler le gouvernement fédéral. En mai 2024, il est nommé directeur des politiques pour la commission du programme politique du Comité national républicain.

### Seconde présidence de Donald Trump
Après sa victoire à l'élection présidentielle de 2024, Donald Trump annonce son intention de renommer Russell Vought au poste de directeur du bureau de la gestion et du budget. Le 6 février 2025, il est confirmé dans ses fonctions par le Sénat, par un vote à 53 contre 47, tous les démocrates s'opposant à sa nomination,.
Le 7 février 2025, Russell Vought est nommé directeur par intérim du Bureau de protection des consommateurs en matière financière (CFPB). Dans le cadre de la politique de l'administration Trump de réduction des dépenses fédérales et des régulations jugées excessives, Vought ordonne l'interruption du travail du CFPB et annonce la fermeture temporaire de son siège à Washington. 

## Positions politiques
Russell Vought se définit comme un nationaliste chrétien, visant à infuser des éléments de christianisme dans le gouvernement et la société. Il est aussi partisan d'une politique « pro-vie » (c'est-à-dire anti-avortement) et hostile au mariage homosexuel.

## References
1. 1 2 3 4 5  « Trump nomme Russel Vought, l’un des auteurs principaux du « Project 2025 » », sur 20 Minutes, 23 novembre 2024.
2. ↑  (en) Breuninger, Kevin, « Trump budget chief refuses to direct staff to help with Biden spending plans », sur CNBC, 31 décembre 2020 (consulté le 5 avril 2021).
3. ↑  (en) Nancy Cook, « Trump Budget Chief Hampers Biden Transition With Ban on Meetings », Bloomberg.com,‎ 31 décembre 2020 (lire en ligne, consulté le 5 avril 2021).
4. ↑  (en) « Republicans, spurred by an unlikely figure, see political promise in critical race theory », The Washington Post,‎ 21 juin 2021 (lire en ligne, consulté le 19 juin 2021)
5. ↑  (en) Mascaro, Lisa, « Conservatives are on a mission to dismantle the US government and replace it with Trump's vision », Associated Press News,‎ 29 août 2023 (lire en ligne).
6. ↑  (en) Matt Dixon, « Trump team moves behind the scenes to shift the GOP platform on abortion and marriage », NBC News,‎ 23 mai 2024 (lire en ligne).
7. ↑  (en) « Trump nominates Russ Vought for White House budget director once again », sur npr.org, 22 novembre 2024 (consulté le 7 février 2025).
8. ↑  (en) « Senate confirms Project 2025 architect Russell Vought to lead powerful White House budget office », sur apnews.com, 7 février 2025 (consulté le 7 février 2025).
9. ↑  Adrien Jaulmes, « Qui est Russ Vought, cerveau de la guerre de Trump contre l’administration américaine ? », sur lefigaro.fr, 7 février 2025 (consulté le 8 février 2025).
10. ↑  (en-US) Robert Jimison, « Security Questions Swirl After Musk Team Views Treasury Data », The New York Times,‎ 8 février 2025 (ISSN 0362-4331, lire en ligne, consulté le 12 février 2025).
11. ↑  (en) Reinhard, Beth, « Trump loyalist pushes 'post-Constitutional' vision for second term », The Washington Post,‎ 8 juin 2024 (lire en ligne).